# Geocrinia vitellina
Geocrinia vitellina је водоземац из реда жаба и фамилије Myobatrachidae.

## Угроженост
Ова врста се сматра рањивом у погледу угрожености врсте од изумирања.

## Распрострањење
Ареал врсте је ограничен на једну државу. 
Аустралија је једино познато природно станиште врсте.

## Станиште
Станишта врсте су шуме и слатководна подручја.